# Piper dactylostigmum
Piper dactylostigmum är en pepparväxtart som beskrevs av Truman George Yuncker. Piper dactylostigmum ingår i släktet Piper och familjen pepparväxter. Inga underarter finns listade i Catalogue of Life.